# Masacre de Nankín
La masacre de Nankín (chino: 南京大屠殺, pinyin: Nánjīng Dàtúshā; japonés: 南京大虐殺, Nankin Daigyakusatsu), o la violación de Nankín, se refiere a los crímenes cometidos entre finales de 1937 e inicios de 1938 por el Ejército Imperial Japonés en la ciudad de Nankín, entonces capital de la República de China, durante la segunda guerra sino-japonesa.
Luego de capturar Shanghái en octubre de 1937, el Ejército japonés se trasladó aguas arriba de Río Yangtsé, hacia el noroeste, y conquistaron Nankín en la batalla de Nankín, el 13 de diciembre de 1937. El Gobierno chino, encabezado por Chiang Kai-shek y la mayor parte de los comandantes del Ejército nacionalista chino (Kuomintang), se retiraron de la ciudad antes de la entrada del ejército del Japón, dejaron un mínimo de fuerzas para realizar una resistencia simbólica. La desordenada retirada dejó a miles de soldados atrapados en la ciudad amurallada. Muchos se quitaron sus uniformes y buscaron refugio, al igual que miles de mujeres, en la llamada Zona de Seguridad, preparada por los residentes extranjeros de Nankín. La masacre ocurrió durante un período de seis semanas posteriores a la ocupación de la ciudad. Este episodio histórico es un tema político polémico en Japón, y supone un obstáculo para las relaciones diplomáticas entre ese país y China, así como con otras naciones de Asia Oriental, como Corea del Sur.
Los crímenes de guerra cometidos durante este episodio incluyen la violación masiva de mujeres, la matanza de civiles y prisioneros de guerra y el pillaje. Se estima que murieron entre 100 000 y más de 300 000 chinos.
Tales crímenes fueron juzgados por el Tribunal Penal Militar Internacional para el Lejano Oriente y por el Tribunal de Crímenes de Guerra de Nankín. En el primer caso fue condenado a muerte Iwane Matsui; en el segundo caso fueron sentenciados a muerte Hisao Tani, Rensuke Isogai, Gunkichi Tanaka, Toshiaki Mukai y Tsuyoshi Noda, en tanto que diez personas fueron condenadas a cadena perpetua y doce recibieron penas de duración determinada.
Con respecto a las estimaciones de la cantidad de víctimas el Tribunal Penal Militar Internacional para el Lejano Oriente la estimó en "más de 100 000" asesinatos, y 20 000 violaciones, mientras que el Tribunal de Nankín la estimó en "más de 300 000" asesinatos. En diciembre de 2007, algunos documentos del Gobierno de Estados Unidos recién publicados, que hasta entonces habían sido un secreto de Estado, consideraron el número total de muertos en 500 000, teniendo en cuenta lo que pasó alrededor de la ciudad antes de su captura. La historiografía china sostiene de manera general que durante la masacre fueron asesinadas 300 000 personas. En Japón, la opinión pública está dividida, en especial entre conservadores, militaristas y grupos de derecha, que niegan la masacre.

## Marco

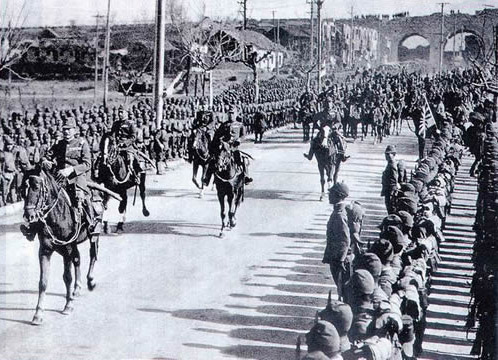
El general Iwane Matsui entrando en Nankín.

La masacre sucedió tras la caída ante el Ejército Imperial Japonés el 13 de diciembre de 1937. Su duración no está definida, aunque la violencia se prolongó hasta bien entradas las seis semanas llegando a principios de febrero de 1938.
El ejército japonés cometió numerosas atrocidades, como la violación, el saqueo, el incendio y la ejecución de prisioneros de guerra y civiles. Aunque las ejecuciones comenzaron con el pretexto de eliminar los soldados chinos disfrazados de civiles, se afirma que gran número de inocentes fueron señalados como combatientes y ejecutados. Mujeres y niños también fueron asesinados, al ir extendiéndose las violaciones y los asesinatos.
La masacre fue parte de la segunda guerra sino-japonesa (1937-1945), parte a su vez de la Segunda Guerra Mundial que culminó el mismo año.

## Trasfondo histórico
En 1910 Japón había invadido Corea y en 1931 invadió Manchuria. El 7 de julio de 1937, luego del Incidente del Puente de Marco Polo, se inició la segunda guerra sino-japonesa. Durante los primeros meses de la guerra las fuerzas japonesas ocuparon gran parte de la región noreste de China, entre ellas la ciudad de Pekín.
En agosto el Ejército Imperial Japonés se encontró con una fuerte resistencia y sufrió grandes bajas en la batalla de Shanghái. La ofensiva fue cruenta, y ambos lados terminaron desgastados en un combate cuerpo a cuerpo.
El 5 de agosto de 1937, Hirohito ratificó en persona la propuesta de su ejército de eliminar las restricciones de la ley internacional para el trato de prisioneros chinos. Esta directiva obligó a los oficiales del Estado mayor a dejar de utilizar el término «prisionero de guerra». 
En el camino de Shanghái a Nankín, los soldados japoneses cometieron atrocidades, por lo que la masacre de Nankín no fue un incidente aislado. El evento más famoso fue el «concurso para matar a 100 personas utilizando una katana».
A mediados de noviembre, los japoneses habían capturado Shanghái con la ayuda de bombardeos aéreos y navales. El Cuartel General de Estado Mayor en Tokio decidió no expandir la guerra, debido a las graves bajas incurridas y al abatido estado anímico de las tropas.

### Acercamiento a Nankín

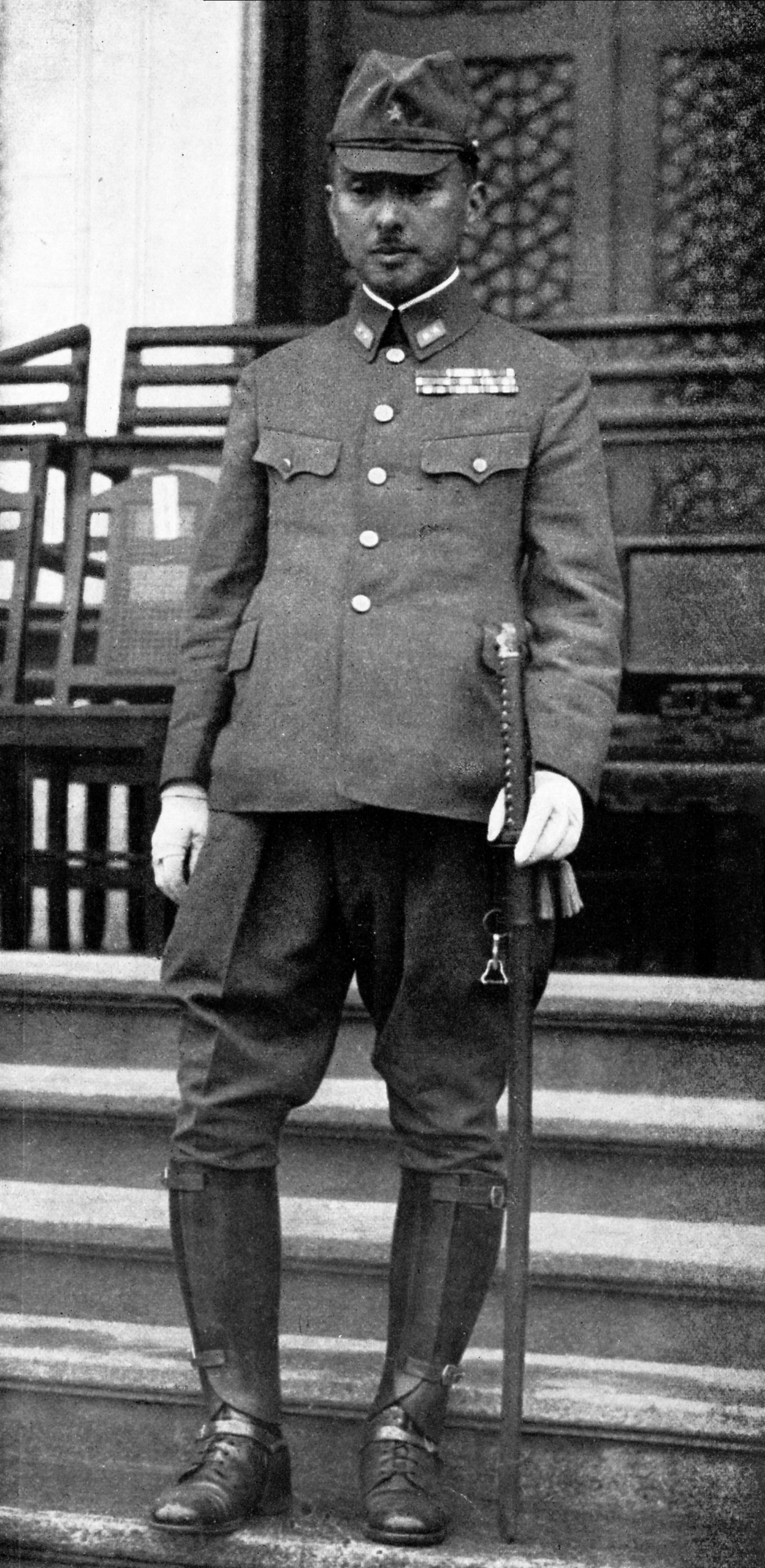
Príncipe Yasuhiko Asaka.

Mientras el Ejército japonés se acercaba a Nankín, los civiles chinos dejaban la ciudad en masa, y la milicia del país llevaba a cabo una campaña de tierra quemada, enfocada a destruir cualquier cosa que pudiera ser de valor para el ejército japonés invasor. Los objetivos, dentro y fuera de las murallas de la ciudad, como cuarteles militares, residencias privadas, oficinas gubernamentales, como el Ministerio Chino de Comunicación, bosques e incluso pueblos enteros, fueron reducidos a cenizas, a un valor estimado de 20 a 30 millones de dólares (1937).
El 2 de diciembre, el emperador Shōwa designó a uno de sus tíos, el príncipe Yasuhiko Asaka, como comandante de la invasión. Es difícil establecer si, como miembro de la familia imperial, Asaka tenía un estatus superior al del general Iwane Matsui, quien era comandante en jefe, pero está claro que, como oficial de rango superior, tenía autoridad sobre todos, comandantes, tenientes generales como Kesago Nakajima y Heisuke Yanagawa. El 8 de diciembre, Chiang Kai-shek abandonó la ciudad, encargando la defensa a Tang Shengzi.

### Zona de Seguridad de Nankín
Numerosos occidentales se encontraban viviendo en la ciudad por razones comerciales o, bien, en viajes misioneros con distintos grupos religiosos. En el momento en que el ejército japonés comenzó a lanzar ataques aéreos sobre Nankín, la mayoría de los occidentales y todos los periodistas regresaron a sus respectivos países, exceptuando a 22 personas. El empresario alemán de Siemens John Rabe prefirió permanecer en la ciudad y formó el Comité Internacional para la Zona de Seguridad de Nankín. Fue elegido como su líder (se presume que por su condición de nazi y gracias al Pacto Antikomintern firmado entre Japón y Alemania). Este comité estableció la Zona de Seguridad de Nankín en la zona oeste de la ciudad. El Gobierno japonés había acordado no atacar aquellas partes de la ciudad que no tuvieran milicia china. Por esa razón, los miembros del Comité Internacional para la Zona de Seguridad de Nankín convencieron al gobierno del país de sacar todas sus tropas del área.
Los nipones respetaron hasta cierto punto la Zona de Seguridad; ningún proyectil impactó aquella parte de la ciudad, salvo algunos tiros perdidos. Durante el caos que siguió al ataque de la ciudad, algunas personas fueron asesinadas en la Zona de Seguridad, pero las atrocidades cometidas en el resto de la ciudad resultaron mucho peores.
John Rabe es conocido como el «Oskar Schindler de Nankín» quien, con sus acciones humanitarias, logró salvar a unos 200 000 chinos. En 1997 se publicaron los diarios escritos por Rabe sobre los hechos de Nankín, que confirman la masacre.

## Historia y hechos
Según el Tribunal de Guerra de Tokio, las estimaciones realizadas en una fecha posterior para indicar el número total de civiles y prisioneros asesinados en Nankín y sus alrededores durante las primeras seis semanas de la ocupación japonesa arrojaban una cifra de más de doscientos mil. Que estas estimaciones son exageradas no se ve confirmado por el hecho de que las sociedades funerarias y otras organizaciones contaron más de ciento cincuenta y cinco mil enterramientos, la mayoría con las manos atadas a la espalda. Estas cifras excluyen a los incinerados o arrastrados por la corriente fluvial". La magnitud de las atrocidades que se debate entre China y Japón, con los números, que van desde algunos japoneses de varios centenares de reclamaciones, a la pretensión de China de un número de muertos no combatientes de trescientos mil. 
Investigadores japoneses consideran un valor aproximado entre cien mil y doscientos mil asesinatos de civiles. Otras naciones, que el número ronda los ciento cincuenta mil y trescientos mil. Este número fue dado a conocer en enero de 1938 por el australiano Harold John Timperly, un periodista testigo, basado en informes de otros testigos. Otras fuentes, incluyendo La Violación de Nankín de Iris Chang, cuentan trescientos mil. Además, el 12 de diciembre de 2007, el gobierno estadounidense desclasificó documentos adicionales que arrojaron un saldo de alrededor de quinientos mil en el entorno de Nankín previo a la ocupación.
Además del número de víctimas, algunos críticos todavía ponen en disputa si la atrocidad ocurrió. Mientras el gobierno japonés ha reconocido el incidente, algunos japoneses han apoyado a los nacionalistas, en parte utilizando las manifestaciones del Ejército Imperial Japonés en el Tribunal Penal Militar Internacional para el Lejano Oriente, que el número de muertos era de naturaleza militar y que ninguna de esas atrocidades civiles ocurrió. Estas afirmaciones han sido puestas en duda por varios datos, apoyándose en declaraciones en el Tribunal de ciudadanos extranjeros, otros testigos presenciales y por las pruebas fotográficas y arqueológicas que demostrarían que se produjeron las muertes de civiles.
La condena de la masacre es un elemento importante del nacionalismo chino. En Japón, sin embargo, la opinión pública sobre la gravedad de la masacre sigue siendo ampliamente dividida. Esto lo demuestra el hecho de que, mientras que algunos comentaristas japoneses se refieren a ella como la "Masacre de Nankín" (南京大虐杀, Nankin daigyakusatsu), otros utilizan más el término ambivalente "Incidente de Nankín" (南京事件, Nankin jiken). Sin embargo, este término también puede referirse a un incidente que se produjo en Nankín en 1927 durante la toma de la ciudad Nacionalista por parte de la Expedición del Norte, en la que los extranjeros en la ciudad fueron atacados. 
La masacre de 1937 y el alcance de su cobertura en los libros de texto sigue siendo un punto de controversia y polémica en las relaciones sino-japonesas.
Concurso de Masacre

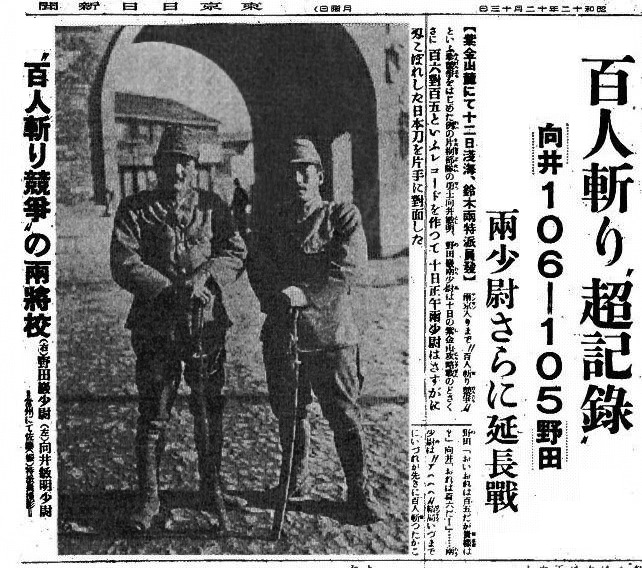
El titular en negritas dice: "'Récord increíble' (Competencia para matar a 100 personas —Mukai 106 – Noda 105— Ambos Tenientes van a los extras".

El 13 de diciembre de 1937, el periódico Osaka Mainichi Shimbun y su análogo el Tokyo Nichi Nichi Shimbun cubren una "competencia" entre dos oficiales japoneses, Toshiaki Mukai (向 井 敏明) y Tsuyoshi Noda (野 田 毅), ambos de las tropas de la 16.ª División del Ejército Imperial Japonés, en el que se describe como compiten entre sí para ser el primero en matar por decapitación a 100 personas con una katana antes de la toma de Nankín. Desde Jurong y Tangshan (dos ciudades en la provincia de Jiangshu, China) hasta la Montaña Zijin, Tsuyoshi Noda había matado a 105 personas, mientras que Toshiaki Mukai asesinó a 106 personas. Ambos oficiales supuestamente superaron su meta durante el fragor de la batalla, por lo que fue imposible determinar quién había ganado el concurso; por lo tanto, se decidió iniciar otro concurso, con el objetivo de llegar a las 150 muertes. 
Después de la rendición de Japón, Toshiaki Mukai y Tsuyoshi Noda, fueron detenidos y fusilados en Nankín, como criminales de guerra.

## Masacre
Relatos de testigos presenciales tanto occidentales como chinos en Nankín registran que, en el transcurso de seis semanas después de la caída de la ciudad, las tropas japonesas participaron en una ola de violaciones, asesinatos, robos, saqueos, incendios y otros crímenes de guerra. Prueba de ello quedan los diarios de algunos extranjeros como John Rabe y la estadounidense Minnie Vautrin, que optaron por quedarse con el fin de proteger a los civiles chinos de tales atrocidades. Otros relatos incluyen los testimonios en primera persona de los supervivientes de la masacre de Nankín, informes de testigos oculares como los periodistas (occidentales y japoneses), así como los diarios de campo del personal militar. El misionero estadounidense John Magee ofreció una cinta de cine de 16 mm y fotografías de primera mano de la masacre de Nankín. 
El 22 de noviembre, un grupo de expatriados extranjeros encabezados por Rabe se habían encargado de formar el Comité Internacional de 15 miembros y el trazado de la Zona de Seguridad de Nankín con el fin de proteger a los civiles en la ciudad, donde la población era de 200.000 a 250.000. Rabe y el misionero estadounidense Lewis SC de Smythe, secretario del Comité Internacional y profesor de sociología en la Universidad de Nankín, registró la actuación de las tropas japonesas y las quejas presentadas a la embajada de Japón.
Masacre de civiles
Tras la captura de Nankín, el 13 de diciembre de 1937, el ejército imperial japonés asesinó a más de 250.000 residentes de la ciudad, una cifra difícil de calcular con precisión debido a los muchos cuerpos quemados deliberadamente, enterrados en fosas, o arrojados al río Yang-tze. Campbell, en un artículo publicado en la revista Teoría Sociológica, ha calificado la masacre de Nankín como un genocidio, teniendo en cuenta el hecho de que los residentes fueron asesinados en masa, a pesar del resultado positivo en la batalla. 

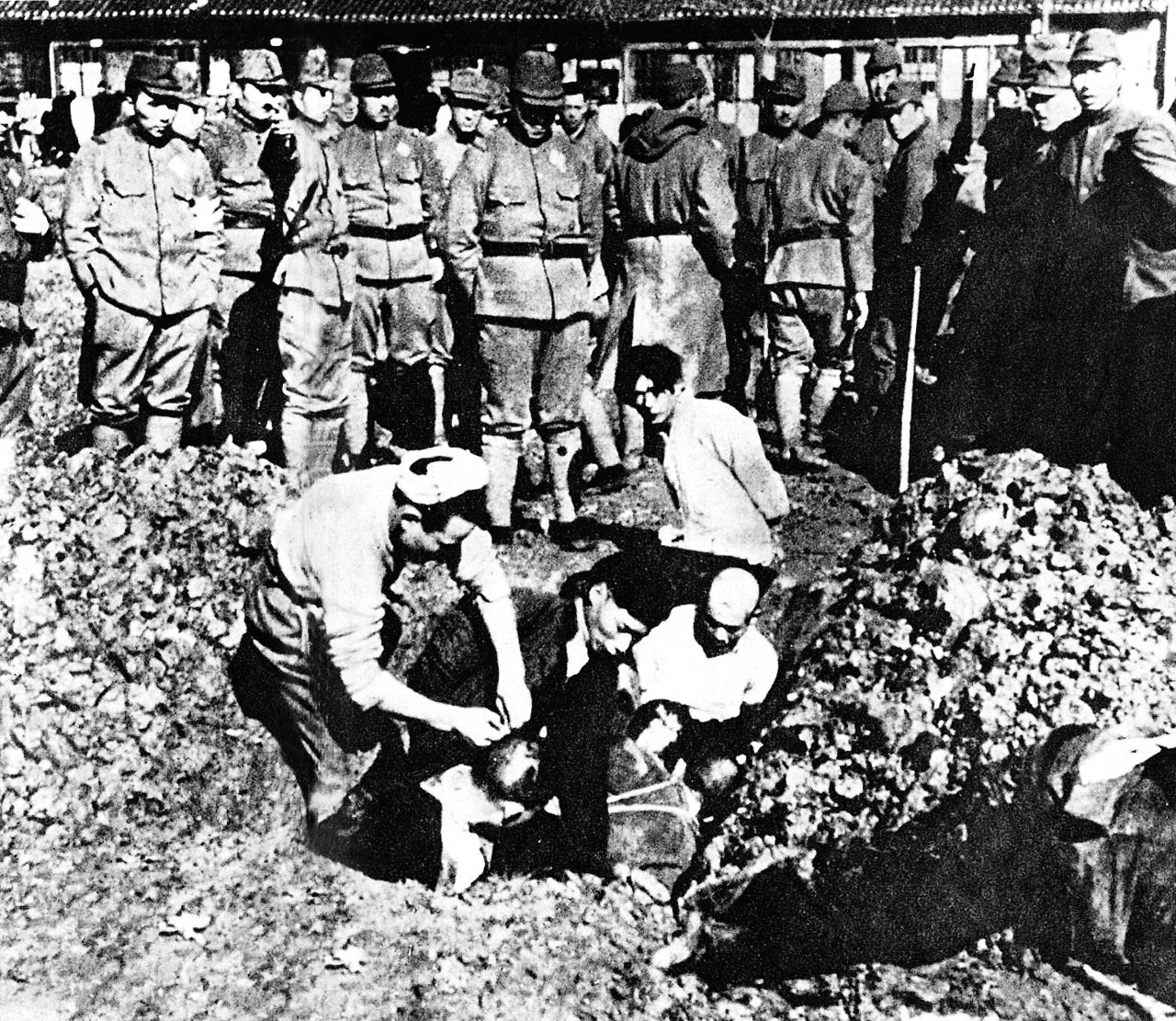
Civiles chinos enterrados vivos.

Varios residentes extranjeros que se encontraban en Nankín en el momento de los sucesos registraron sus experiencias sobre lo que acontecía en la ciudad:
El médico estadounidense Robert O. Wilson, en una carta a su familia: "la masacre de la población civil es terrible. Podría seguir narrando páginas de los casos de violación y brutalidad casi más allá de lo creíble. Dos cadáveres bayoneteados es lo único que queda de siete barrenderos que estaban sentados en su sede, cuando los soldados japoneses llegaron sin previo aviso y mataron a cinco de sus miembros e hirieron a dos, que pudieron dirigirse al hospital."
El misionero John G. Magee, en una carta a su esposa: "no sólo mataron a todos los prisioneros que podían encontrar, también a un gran número de civiles de todas las edades[...] 
Justo anteayer vimos a un pobre miserable muerto muy cerca de la casa donde estamos viviendo."
El Dr. Wilson, en otra carta a su familia: "ellos [los soldados japoneses], acuchillaron con bayoneta a un niño, causando su muerte. Pasé una hora y media de esta mañana intentando curar a otro niño de ocho años que tenía cinco heridas de bayoneta, una de las cuales penetró en el estómago, haciendo que una porción de epiplón quedara fuera del abdomen."

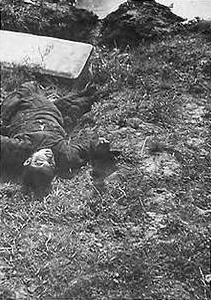
Niño asesinado por un soldado japonés a culatazos de fusil porque no se quitó el sombrero.

El 13 de diciembre de 1937, John Rabe escribió en su diario: "No fue hasta recorrer la ciudad que nos enteramos de la magnitud de la destrucción. Nos encontramos con cadáveres cada 100 ó 200 yardas. Los cuerpos de los civiles que he examinado tenían agujeros de bala en la espalda. Estas personas habían sido presuntamente asesinadas por la espalda mientras estaba huyendo. Los japoneses marchan por la ciudad en grupos de diez a veinte soldados y saquean las tiendas(...) lo he visto con mis propios ojos, ya que saquearon la cafetería de nuestro panadero alemán Kiessling".
Hiroki Kawano, ex-fotógrafo militar, relata: "Vi toda clase de escenas espantosas... cuerpos decapitados de niños tendidos en el suelo. Ellos hacían que los prisioneros cavasen un hoyo y que se arrodillasen en el borde antes de ser decapitados. Algunos soldados japoneses eran muy hábiles en su trabajo y tenían el cuidado de cercenar la cabeza completamente, pero dejando una pequeña tira de piel entre la cabeza y el cuerpo, de modo que al desplomarse la cabeza arrastraba el cuerpo hacía el hoyo". (Revolutionary Document, Vol. 109 - History Committee for the Nationalist Party, Taipéi, China - 1987, p. 79; Yin, James and Young, Shi, p. 132). 
"A partir del 13 de diciembre, la gente era atravesada con bayonetas, dividida con espadas o quemada. Nada, sin embargo, era más despiadado que enterrarlas vivas. Esos miserables aullidos, esos desesperados alaridos esparcidos en el aire que vibraba. Todavía podíamos oírlos a siete millas de distancia" (Three Months of Nanking's Ordeal, autor Jiang Gong-gu). 
"Las víctimas enterradas vivas (tipo de enterramiento solo con la cabeza afuera) morían mucho antes que comenzaran los efectos de la inanición y el agusanamiento, sin embargo algunos eran usados como blancos "tipo jabalina" con las bayonetas, otros eran pisoteados por caballos, algunos eran regados con agua hirviendo y otros eran aplastados con las orugas de los tanques". (Bergamini, David. Japan's Imperial Conspiracy, William Morrow Company, Inc. New York, 1971, p. 36). 
"En esa época la compañía a la que yo pertenecía estaba acuartelada en Xiaguan. Nosotros usábamos alambre de púas para atar a los chinos capturados dentro de fardos de diez y tenerlos unidos en el camino. Luego les echábamos gasolina y los quemábamos vivos. Me sentía como si estuviera matando cerdos" (Kozo Tadokoro "First-hand Experience of the Nanking Massacre").
Según el veterano de la marina Sho Mitani, 'El Ejército utilizaba un toque de trompeta que significaba "matar a todos los chinos que huyen". A miles de ellos se les llevó lejos y fueron ejecutados en masa en una excavación conocida como "Reguero de los diez mil cadáveres", una zanja de unos trescientos metros de largo por cinco metros de ancho. Dado que no se conservan registros, las estimaciones sobre el número de víctimas enterradas en la zanja van desde 4.000 a 20.000. La mayoría de los estudiosos e historiadores consideran que el número será de alrededor de 12.000 víctimas. 
Violaciones
Las mujeres y los niños no estaban a salvo de los horrores de las matanzas. El Tribunal Penal Militar Internacional para el Lejano Oriente estima que 20.000 mujeres fueron violadas, incluyendo niñas y ancianas. Una gran parte de estas violaciones fueron sistematizadas en un proceso donde los soldados hacían una búsqueda puerta por puerta para dar con las víctimas, las cuales eran llevadas cautivas y violadas. Las mujeres eran asesinadas, a menudo, inmediatamente después de ser violadas por medio de la mutilación (se cortaban los senos) o apuñalándolas, ya sea con la misma bayoneta o con palos largos de bambú u otros objetos afilados que eran introducidos en la vagina de las víctimas para que terminaran desangrándose. En el caso de mujeres embarazadas después de la violación, a menudo se las bayoneteaba en el vientre, se hacían cortes abiertos y rasgaban el útero, llegándose a ver el feto.

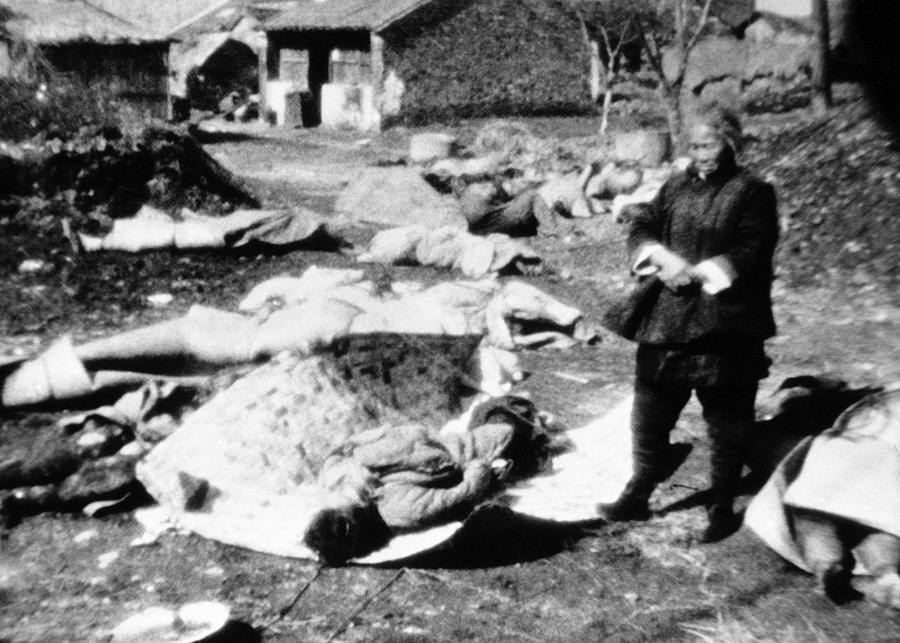
Caso 5 de la película de John Magee: Una mujer encuentra los cadáveres de dos adolescentes violadas y apuñaladas, con una botella y una caña en sus vaginas.

Dos extractos de los escritos del 15 y 18 de diciembre de 1937 que Robert O. Wilson, un cirujano en el Hospital Universitario Estadounidense, envió a su familia: "Permítanme relatar algunos casos ocurridos en los últimos dos días. Ayer por la noche la casa de uno de los miembros del personal chino de la universidad estaba destruida y dos de sus familiares, fueron violadas. Dos jóvenes, de alrededor de 16 años, fueron violadas hasta la muerte en uno de los campamentos de refugiados. En la University Middle School donde hay 8.000 personas; los japoneses saltaron por encima del muro, robaron comida, ropa y violaron hasta que quedaron satisfechos".
También hay relatos de las tropas japonesas obligando a las familias a cometer actos de incesto. Hijos forzados a violar a sus madres, padres obligados a violar a sus hijas. 
A su vez, los monjes que se habían consagrado a una vida de celibato, también se vieron obligados a cometer violaciones y mantener relaciones sexuales entre ellos, para diversión del ejército japonés.
Según estimaciones, se produjeron alrededor de, como mínimo, 1000 casos de violaciones por noche y otros tantos de día. En caso de resistencia o cualquier indicio de resistencia, se bayonetea, apuñala o dispara. (James McCallum, carta a su familia, el 19 de diciembre de 1937):
"Probablemente, no hay crimen que no se haya cometido en esta ciudad el día de hoy. Treinta niñas fueron sacadas de la escuela de idiomas de anoche, y hoy he oído resultados de desgarradoras historias de las niñas que fueron sacadas de sus casas ayer por la noche (una de las niñas tenía 12 años), pero... Esta noche pasó un camión en el que había ocho o diez niñas y, a su paso, han gritado "Jiu ming! Jiu ming!": salven nuestras vidas" (Minnie Vautrin el diario, 16 de diciembre de 1937).
"Aunque ninguna joven o mujer que se pudiera considerar atractiva dejaba de estar en riesgo, ninguna mujer estaba a salvo de una violenta violación o la explotación sexual (algunas de estas fueron filmadas como suvenires) y el probable asesinato subsecuente. Grupos de 3 o 4 soldados merodeadores comenzaban viajando alrededor de la ciudad y robando todo lo que consideraban robable. Continuaban violando a las mujeres y niñas y matando a cualquiera que intentara resistirse, a los que intentaran huir de ellos o simplemente a los que se encontraban en el lugar y momento equivocado. Había niñas menores de 8 años y ancianas mayores de 70 que fueron violadas en la forma más brutal posible, golpeándolas bestialmente." (John Rabe, hombre de negocios alemán, miembro del partido nazi, habitante de la "Zona de seguridad internacional neutral de Nankín", Chang The rape of Nanking p.119). 
Reverendo James McAllum: "No sé por dónde empezar ni dónde terminar. Nunca tuve que escuchar algo de tamaña brutalidad. Violada, violada, violada, estimábamos al menos mil casos por noche y muchos en el día. La gente está histérica... Muchas mujeres son traídas mañana, tarde y noche. Parece que todo el ejército japonés es libre de ir donde quiera y hacer lo que quiera". (R. John and Zaide, Sonia M. The Tokyo War Crimes Trial: The Complete Transcripts of the Proceedings of the International Military Tribunal for the Far East, 27 Vols.).

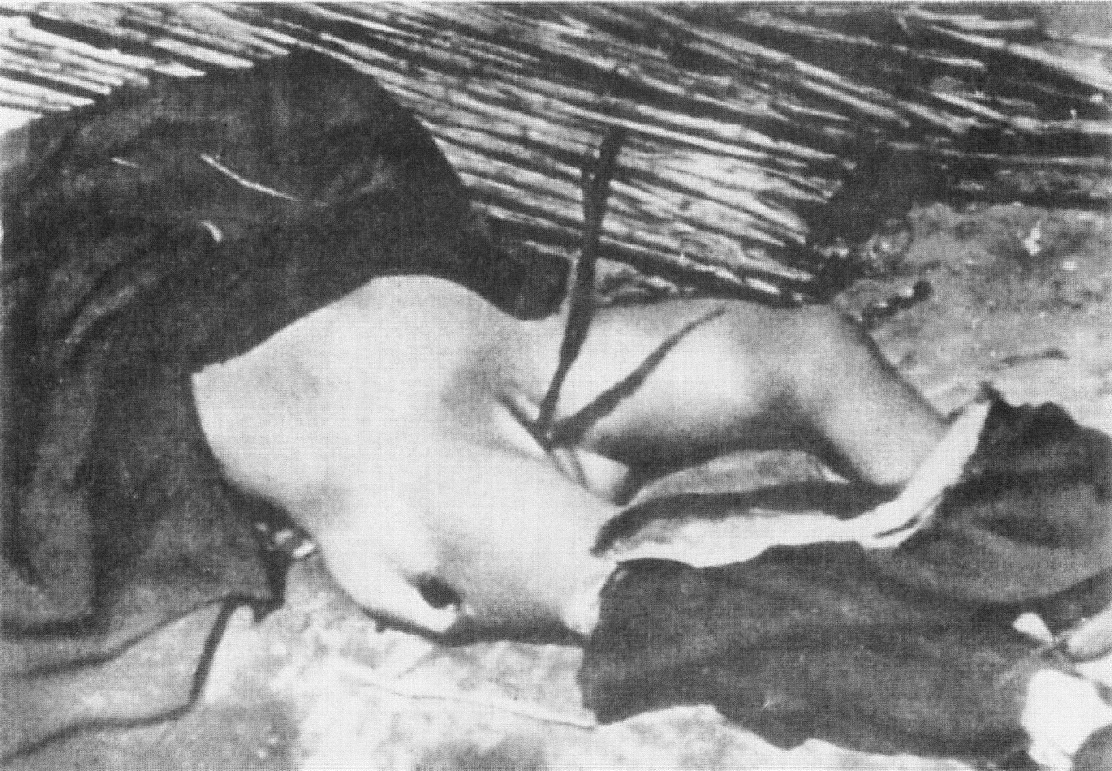
Foto tomada en Xuzhou, mostrando el cuerpo profanado de una mujer descrito en el documental del misionero John G. Magee.

"Estaríamos bien si sólo las hubiéramos violado, pero nunca pedí que se detuviera el asunto. Muchas veces las clavábamos con bayonetas o cuchillos, porque los muertos no hablan, quizás si solo las hubiéramos violado las veríamos como mujeres, pero al matarlas, las veíamos como cerdos" (Chang, The Rape of Nanking, pág. 49-50). 
Un testigo Li Ke-Hen reportó: "Hay muchos cuerpos en las calles, víctimas de violación en grupo y asesinato. Todas están desnudas, sus pechos cortados muestran un terrible hueco marrón, algunos de los cuerpos están reventados a bayonetazos en el abdomen, con los intestinos hacia afuera, algunas tienen un rollo de papel o un trozo de madera clavado en sus vaginas".
Muchas mujeres fueron violadas y brutalmente asesinadas. El actual escenario de esta masacre se presentó en detalle en el documental La batalla de China. La película Nanking! Nanking! (en español: Ciudad de vida y muerte) dirigida por el chino Lu Chuan y premiada con la Concha de Oro a la Mejor Película en el Festival de Cine de San Sebastián 2009, es una recreación de la historia de la Masacre de Nankín. Asimismo, la autora Iris Chang escribió La violación de Nanking.
El Gobierno fue muy consciente de las atrocidades. El 17 de enero, el ministro de Relaciones Exteriores de Koki Hirota recibe un telegrama escrito por el corresponsal del Manchester Guardian, Harold John Timperley, que fue interceptado por el gobierno de ocupación en Shanghái. En este telegrama, Timperley escribió:
"Desde el retorno de Shanghái hace unos días informó de las atrocidades cometidas por el ejército japonés en Nankín y en otros lugares. Relatos fiables de testigos oculares y cartas de particulares cuya credibilidad queda más allá de la duda son prueba convincente de que el ejército japonés se comportó y sigue comportándose de tal forma que recuerda a Atila, rey de los hunos. No menos de trescientos mil civiles chinos fueron asesinados, en muchos casos a sangre fría."
Ejecución extrajudicial de prisioneros de guerra chinos
El 6 de agosto de 1937, el Ministerio del Ejército imperial de Japón ratificó la proposición de su ejército para eliminar las limitaciones del derecho internacional sobre el tratamiento de prisioneros chinos. Esta directiva también aconsejó a los oficiales de personal para dejar de usar el término "prisionero de guerra".

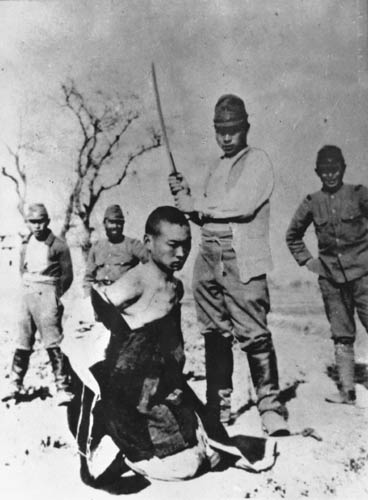
Un prisionero de guerra chino a punto de ser decapitado por un oficial japonés.

Inmediatamente después de vencida la resistencia de la ciudad, las tropas japonesas se embarcaron en una decidida búsqueda de exsoldados, en la que miles de jóvenes fueron capturados. Muchos fueron llevados al río Yangtsé, donde fueron ametrallados. Lo que probablemente fue la masacre más grande de las tropas chinas se produjo a lo largo de las orillas del río Yangtsé el 18 de diciembre en lo que se denomina "Masacre de la garganta de la cuerda de paja". Los soldados japoneses pasaron la mayor parte de la mañana atando a todos los prisioneros de guerra con las manos juntas y ordenándolos en 4 columnas; luego de lo cual abrieron fuego contra ellos. Incapaces de escapar, los prisioneros de guerra sólo podía gritar en la desesperación. Pasó una hora para que los sonidos de la muerte cesaran, e incluso más para que las bayonetas japonesas terminaran de rematar a cada individuo. La mayoría fueron arrojados al río Yangtsé. Se estima que al menos 57.500 prisioneros de guerra chinos fueron asesinados.
Las tropas japonesas reunieron mil trescientos soldados chinos y civiles en Taiping Gate y los mataron. Las víctimas fueron voladas con minas terrestres, y luego rociados con gasolina. Los que quedaron con vida después fueron asesinados con bayonetas. Algunas personas fueron golpeadas hasta la muerte. Los japoneses también ejecutaron sumariamente a muchos peatones en las calles, por lo general bajo el pretexto de que podrían ser soldados encubiertos vestidos de civil.
F. Tillman Durdin y Steele Archibald, los corresponsales estadounidenses de noticias, informaron que habían visto los cadáveres de los soldados chinos que formaban montículos de hasta seis metros de altura en la puerta de Nankín Yijiang. Durdin, que trabajaba para The New York Times, realizó una gira por Nankín antes de su salida de la ciudad. Oyó las ráfagas de las ametralladoras y los disparos de las pistolas de los soldados japoneses, calculando unos 200 en diez minutos. Dos días más tarde, en su informe al The New York Times, dijo que los callejones y las calles estaban llenas de cadáveres de civiles, incluidos mujeres y niños.
De acuerdo con un testimonio hecho por el misionero Ralph L. Phillips: "Estaba obligado a observar mientras los japoneses destripaban a un soldado chino, asando su corazón y el hígado para luego comérselo".
Robos e incendios
Una tercera parte de la ciudad fue destruida como resultado de los incendios provocados. Según los informes, las tropas japonesas quemaron los recién construidos edificios de gobierno, así como las casas de muchos civiles. Hubo una considerable destrucción de áreas fuera de las murallas de la ciudad. Los soldados saquearon a los pobres y los ricos por igual. La falta de resistencia de las tropas y civiles chinos en Nankín significaba que los soldados japoneses tenían libertad para dividir los objetos de valor de la ciudad a su antojo. Esto dio lugar al saqueo generalizado y el robo.

## Fin de la masacre
Retiro de Matsui y Asaka
A finales de enero de 1938, el ejército japonés obligó a todos los refugiados en la zona de seguridad a volver a sus casas, para afirmar haber "restaurado el orden".
Después de la creación del "zhengfu Weixin" (el gobierno colaboracionista) en 1938, se restauró el orden poco a poco en Nankín y las atrocidades cometidas por las tropas japonesas había disminuido considerablemente.
El 18 de febrero de 1938, la Zona de Seguridad de Nankín cambió su nombre por "Comité Internacional de Rescate de Nankín" y la Zona de Seguridad efectivamente dejó de funcionar. Los últimos campamentos de refugiados fueron cerrados en mayo de 1938.
En febrero de 1938, tanto el príncipe Asaka como el general Matsui fueron retirados de actividad y regresados a Japón. Matsui pasó a la jubilación, pero el príncipe Asaka se mantuvo en el Consejo Supremo de Guerra hasta el final de la guerra en agosto de 1945. Fue ascendido al rango de general, en agosto de 1939.
Tribunales de crímenes de guerra
Los crímenes cometidos por las autoridades japonesas fueron juzgados en dos instancias según el nivel de responsabilidad de los acusados: los criminales de guerra de clase A fueron juzgados por el Tribunal Penal Militar Internacional para el Lejano Oriente, mientras que los criminales de guerra de clase B y C fueron juzgados por tribunales militares en las naciones en las que se cometieron los 
crímenes.
Poco después de la rendición de Japón, los principales oficiales a cargo de las tropas japonesas en Nankín fueron llevados a juicio. 
El General Matsui fue acusado ante el Tribunal Penal Militar Internacional para el Lejano Oriente por ignorar "deliberada y temerariamente" su deber legal de "adoptar medidas adecuadas para velar por el cumplimiento y prevenir las violaciones" dadas en la Convención de La Haya. 
Tani Hisao, el teniente general de la Sexta División del ejército japonés en Nankín, fue juzgado por el Tribunal de Crímenes de Guerra de Nankín.
Otros líderes japoneses militares a cargo en el momento de la masacre de Nankín no fueron juzgados. El Príncipe Kan'in Kotohito, jefe del Estado Mayor del Ejército Imperial Japonés durante la masacre, había muerto antes del fin de la guerra en mayo de 1945. Al príncipe Asaka se le concedió inmunidad por su condición de miembro de la familia imperial. Isamu Chō, el ayudante del príncipe Asaka y al que algunos historiadores creen que emitió la orden de "matar a todos los cautivos", se había suicidado durante la defensa de Okinawa.

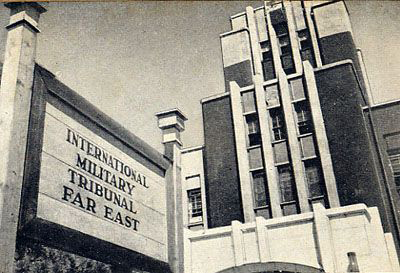
El Tribunal Penal Militar Internacional para el Lejano Oriente se reunió en Ichigaya, Tokio.
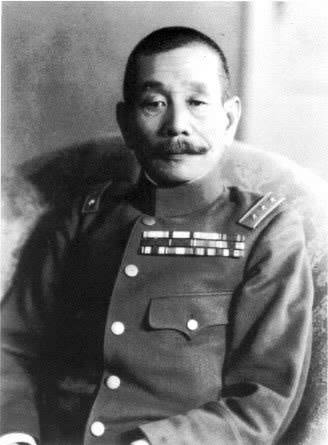
General Iwane Matsui.
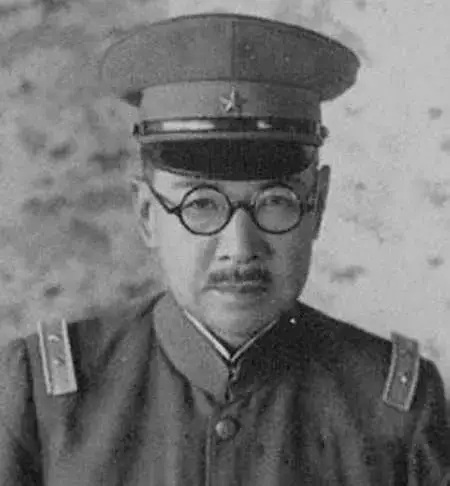
General Hisao Tani.

## Películas sobre la Masacre de Nankín
- 1995, El Sol Negro de Mou Tun Fei.
- 1995, No llores Nankín de Wu Ziniu.
- 2007, Nanking de Bill Guttentag y Dan Sturman.
- 2009, Ciudad de vida y muerte de Lu Chuan.
- 2009, John Rabe (película sobre John Rabe) de Florian Gallenberger,.
- 2011, The Flowers of War de Zhang Yimou.